# Thomisus ashishi
Thomisus ashishi är en spindelart som beskrevs av Gajbe 2005. Thomisus ashishi ingår i släktet Thomisus och familjen krabbspindlar. Inga underarter finns listade i Catalogue of Life.